# Yamada Naoki
Yamada Naoki (sinh ngày 4 tháng 7 năm 1990) là một cầu thủ bóng đá người Nhật Bản.

## Đội tuyển bóng đá quốc gia Nhật Bản
Yamada Naoki thi đấu cho đội tuyển bóng đá quốc gia Nhật Bản từ năm 2009 đến 2010.

## Thống kê sự nghiệp
| Đội tuyển bóng đá Nhật Bản | Đội tuyển bóng đá Nhật Bản | Đội tuyển bóng đá Nhật Bản |
| Năm                        | Trận                       | Bàn                        |
| -------------------------- | -------------------------- | -------------------------- |
| 2009                       | 1                          | 0                          |
| 2010                       | 1                          | 0                          |
| Tổng cộng                  | 2                          | 0                          |